# Margaret Carpenter

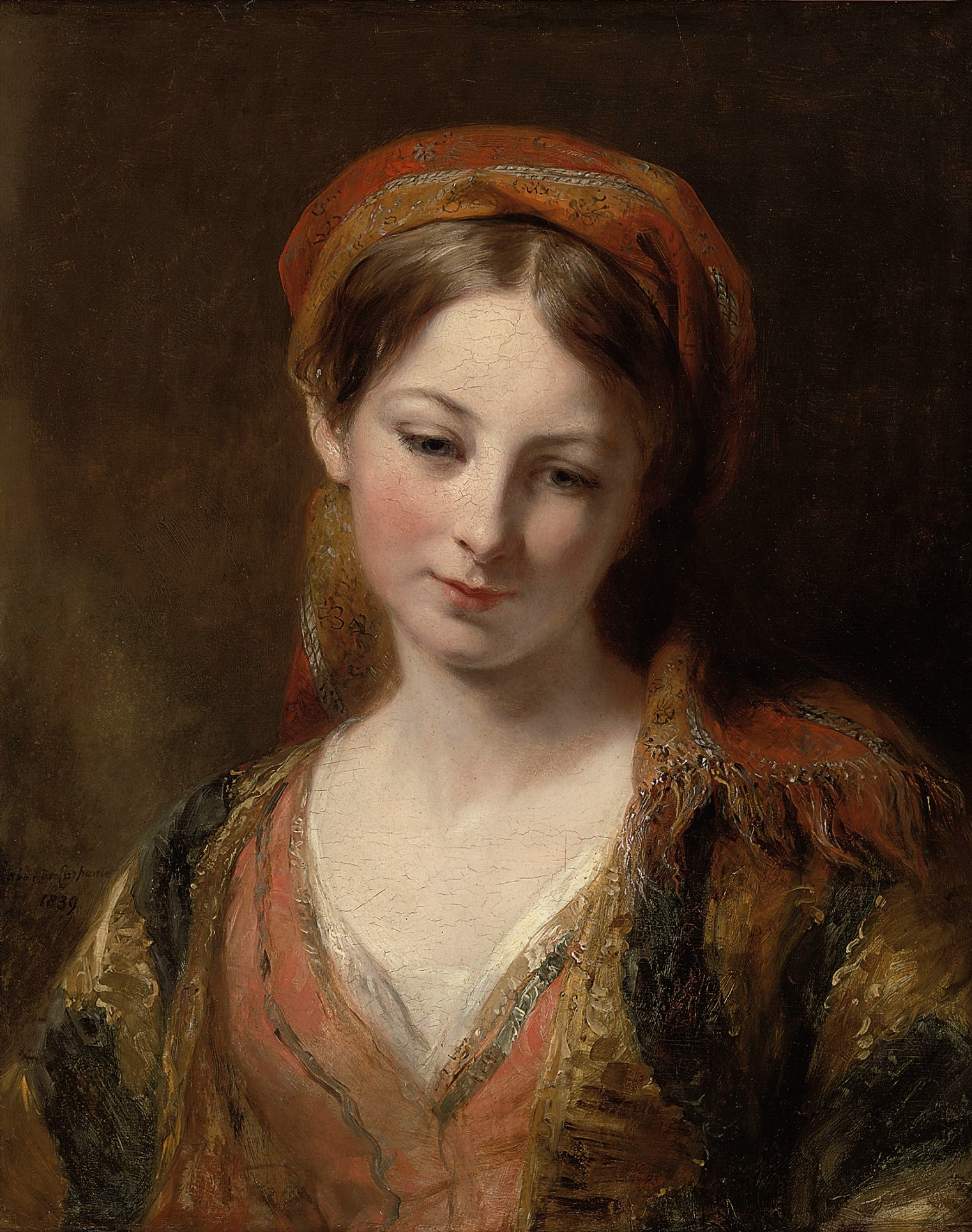
Jeune fille (1839)

Margaret Carpenter, née Margaret Sarah Geddes le 1er février 1793 à Salisbury et morte le 13 novembre 1872 à Londres, est une peintre britannique très célèbre en son temps, héritière de Thomas Lawrence. Elle réalise un millier de peintures, principalement de célébrités de son époque. Elle était l'amie de Richard Parkes Bonington.

## Jeunesse
Elle nait à Salisbury et grandit dans une ferme près d'Alderbury, un village du Wiltshire en Angleterre. C'est la fille du Capitaine Alexander Geddes, d'une famille d'Edimbourg, et de Harriet Easton. Elle étudia l'art et la peinture à l'huile auprès d'un professeur de dessin local. Elle épouse  William Hookham Carpenter, directeur du département graphique du British Museum, le couple a huit enfants, dont trois sont morts en bas âge. Trois de leurs enfants deviennent peintres à leur tour. William Carpenter, Percy Carpenter (en) (1820–1895), et Henrietta (1822–1895).

## Carrière
Aidée par un mécène, elle intègre un réseau de personnalités qui lui passent commande. Elle devient une référence en tant que peintre. Ses portraits la rendent célèbre dans tout le pays. Elle obtient des médailles de la Royal Society of Arts en 1812 et 1814. Elle expose 250 œuvres à la Royal society of Arts mais sa candidature pour intégrer l'institution ne sera pas retenue. Ce n'est qu'en 1922 qu'une femme intégrera cette académie : Annie Swynnerton.
Elle meurt à son domicile de Marylebone, Londres, le 13 novembre 1872, et est inhumée à côté de son mari au cimetière de Highgate.